# Edward Hamerski
Edward Wiktor Hamerski (ur. 16 listopada 1897 we Lwowie, zm. 3/4 lipca 1941 tamże) – polski lekarz weterynarii, profesor Akademii Medycyny Weterynaryjnej we Lwowie.

## Życiorys
Jego ojcem był Wiktor Hamerski (1864-1940), prawnik, prokurator, wykładowca, matką Maria z Kunzów.
Podczas I wojny światowej Edward Hamerski został wcielony do c. i k. armii, wysłany na front włoski, gdzie w 1916 został ranny. U kresu wojny brał udział w polskiej obronie Lwowa w ramach wojny polsko-ukraińskiej. Ukończył studia rolnicze na Politechnice Lwowskiej (uzyskując dyplom inżyniera rolnika w 1922) oraz weterynaryjne w Akademii Medycyny Weterynaryjnej we Lwowie (w 1930 uzyskał dyplom lekarza weterynarii). Specjalizował się w chorobach wewnętrznych zwierząt. Pod kierunkiem Zygmunta Markowskiego obronił w 1933 doktorat nauk weterynaryjnych na podstawie rozprawy o zaburzeniach przewodnictwa przedsionkowo-komorowego na tle bloku zupełnego, następnie w 1938 habilitował się w lwowskiej Akademii Medycyny Weterynaryjnej. Był kolejno asystentem, docentem i zastępcą profesora tej uczelni.
Po wybuchu II wojny światowej i agresji ZSRR na Polskę z 17 września 1939 w okresie sowieckiej okupacji Lwowa nadal prowadził działalność naukową. Od października 1939 był profesorem chorób wewnętrznych i zakaźnych zwierząt w radzieckim Instytucie Weterynaryjnym we Lwowie oraz kierownikiem Kliniki Chorób Wewnętrznych Zwierząt Małych. Ogłosił 8 prac naukowych.
Zginął wraz z grupą polskich uczonych lwowskich, zamordowanych w lipcu 1941 przez Niemców. Grób symboliczny znajduje się na Cmentarzu Salwatorskim w Krakowie (sektor SC14-1-37).

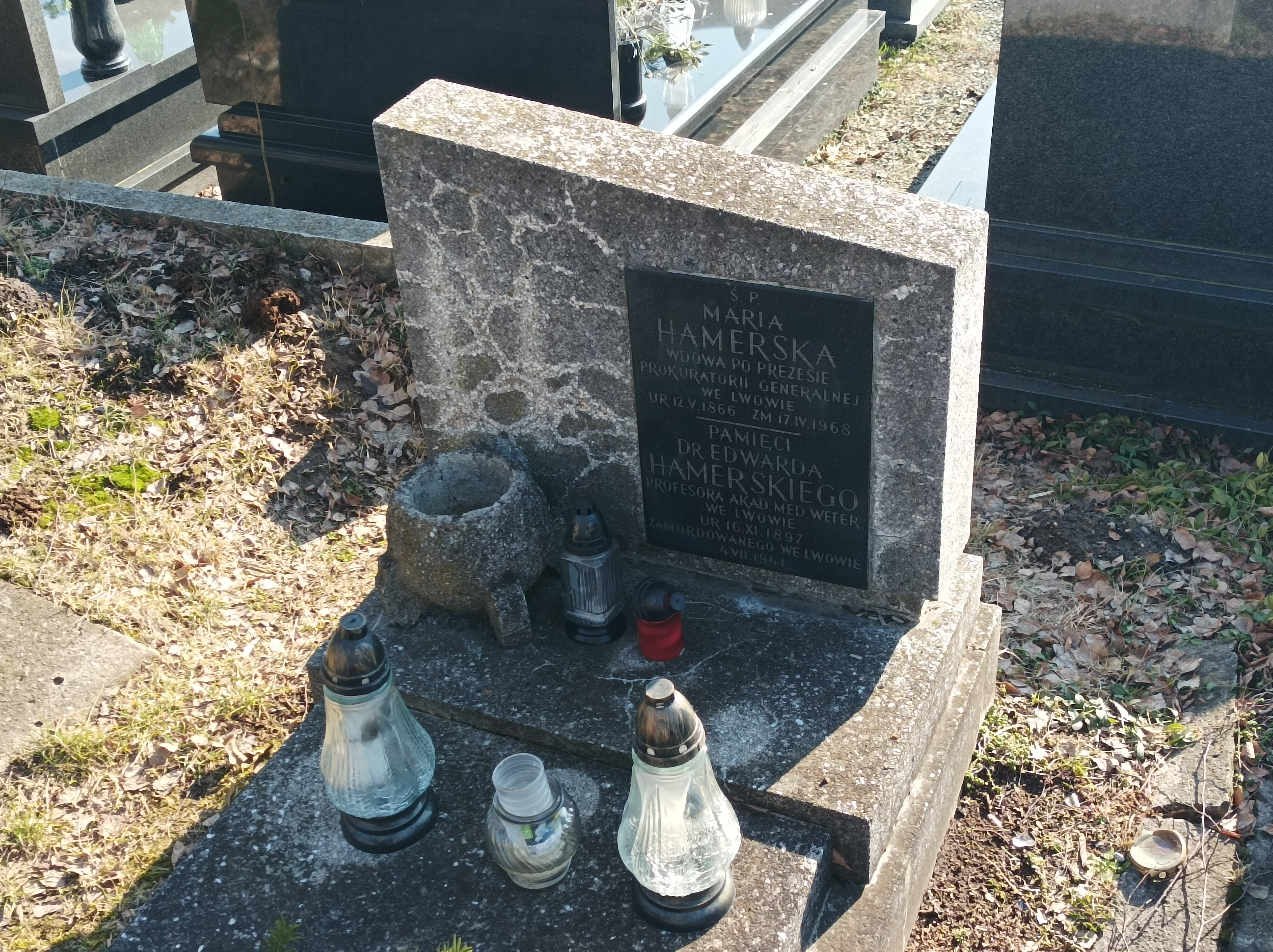
Grób symboliczny na Cmentarzu Salwatorskim